# Nesocharis
Nesocharis Alexander, 1903 è un genere di uccelli passeriformi della famiglia degli Estrildidi.

## Tassonomia
Al genere vengono ascritte tre specie, conosciute anche col nome comune collettivo di dorsi oliva:
- Nesocharis ansorgei (Hartert, 1899) - astrilde collare bianco;
- Nesocharis capistrata (Hartlaub, 1861) - astrilde guance bianche;
- Nesocharis shelleyi Alexander, 1903 - astrilde di Fernando Po;

Generalmente ritenute vicine agli uccelli del genere Nigrita e Pytilia, le specie ascritte a questo genere hanno rivelato un'insospettabile affinità con gli astri nani del genere Coccopygia (a loro volta considerati affini alle astrildi del genere Estrilda), coi quali andrebbero a formare un clade.

## Distribuzione
Le specie ascritte a questo genere occupano una stretta fascia della zona tropicale africana, che va dal Senegal all'Uganda e a sud fino al Gabon e al Congo settentrionale: solo il dorso oliva guance bianche occupa tuttavia un range di queste dimensioni, mentre le altre due specie di dorso oliva occupano areali molto più circoscritti.
L'habitat di questi uccelli è rappresentato dalla foresta pluviale montana primaria e secondaria, con presenza di folto sottobosco e di radure erbose o cespugliose.

## Descrizione

### Dimensioni
Con 8–10 cm di lunghezza massima, questi uccelli rappresentano le specie di minori dimensioni nell'ambito della famiglia degli estridldi ed in generale sono fra gli uccelli più piccoli.

### Aspetto
Si tratta di uccelletti paffuti, dalle ali arrotondate, con corta coda e becco robusto e appuntito: la colorazione è dominata dalle tonalità del grigio, con presenza di aree più scure sulla testa (tranne il dorso oliva guance bianche che presenta testa biancastra) e di dorso, ali e petto di colore bruno-olivaceo (da cui il nome comune di "dorso oliva").

## Biologia
Si tratta di uccelli diurni, che vivono in coppie o in piccoli groppi e passano la maggior parte del tempo fra le chiome degli alberi alla ricerca di cibo.

### Alimentazione
L'alimentazione di questi uccelli differisce piuttosto significativamente da quella degli altri estrildidi, in quanto si compone principalmente di piccoli insetti e delle loro larve, mentre solo secondariamente questi uccelli consumano anche frutta, bacche, piccoli semi e granaglie.

### Riproduzione
La riproduzione di questi uccelli segue i pattern tipici degli estrildidi, con ambedue i sessi che collaborano nella cova e nelle cure parentali verso i nidiacei: i dorso oliva costruiscono piuttosto raramente il proprio nido, preferendo occupare quelli abbandonati da uccelli tessitori o nettarinidi.